# ويكيبيديا التونغية
ويكيبيديا التونغية هي النسخة التونغية من موسوعة ويكيبيديا. وهي واحدة من طبعات ويكيبيديا التي تنمي إلى لغات ملايو-بولينيزية. اعتبارًا من 22 مارس 2025 إلى 2٬022 مقالة وبعدد 11٬794 عضو مُسجَل منهم 15 مستخدم نشط و12 ملف مرفوع. وعمقها 28.8.

## التاريخ
- أكتوبر 2006 - أنشئت المقالة رقم 100.
- أبريل 2007 - أنشئت المقالة رقم 1000.

## الإحصائيات
| عدد المستخدمين المسجلين | عدد المستخدمين النشطين | عدد المقالات | صفحات المحتوى | عدد التعديلات | عدد الملفات المرفوعة | عدد الإداريين |
| ----------------------- | ---------------------- | ------------ | ------------- | ------------- | -------------------- | ------------- |
| 11٬794                  | 15                     | 2٬022        | 5٬505         | 43٬561        | 12                   | 2             |